# أكسيد ميثيل المورفولين
أكسيد ميثيل المورفولين (أو بصورة أدق 4-أكسيد-4-ميثيل-مورفولين) ومختصره NMMO هو مركب عضوي حلقي غير متجانس مشتقّ من المورفولين، ويستخدم أكسيد الأمين هذا في لكيمياء العضوية محفزا مؤكسدا في تفاعلات بيوثينات-رباعي-بروبيل-الأمونيوم المؤكسدة (TPAP)، مثل أكسدة رابع أكسيد الأوزميوم وتفاعلات إزالة الهيدروكسيل غير المتماثلة.
الـNMMO متوفر تجاريا بصيغة أحادي الهيدرات (C 5 H 11 NO 2 · H 2 O)، وأيضا بصيغة مركب لا-مائي. يستخدم الـNMMO مع الماء مذيبا لمادة السليولوز في عملية إنتاج ألياف الليوسل السليولوزية .

## الاستخدامات

### مذيب للسليولوز
يستخدم أحادي هيدرات الـ NMMO مذيبا في عملية إنتاج ألياف ليوسل السليولوزية، حيث يذاب السليلوز في محلول NMMO مائي مشكلا محلولا كثيفا يدعى «المعجون»، ثم يضغط المعجون عبر ثقوب ويسحب إلى داخل حوض مائي ليعاد ترسّب السليولوز على شكل ألياف. تتشابه هذه العملية مع عملية الفسكوز ولكنها ليست مماثلة لها. ففي عملية الفيسكوز ، يصبح السليلوز قابلاً للذوبان عن طريق التحويل إلى مشتقات الزانثات. مع NMMO ، لا يشتقّ السليلوز كيميائيا، بل يذوب ليعطي محلول بوليمر متجانسا. الألياف الناتجة تسمى الليوسل، ,وهي تشبه الفسكوز في بعض خصائصها، وتتفوق عليها في المتانة. يؤدي تخفيف المحلول بالماء إلى إعادة ترسيب السليلوز ، أي أن إذابة السليلوز مع NMMO هي عملية حساسة لكمية الماء.
يظل السليلوز غير قابل للذوبان في معظم المذيبات نظرًا لأنه يحتوي على شبكة روابط جزيئية وهيدروجينية قوية وعالية التنظيم، تقاوم المذيبات الشائعة. ويتميز الـ NMMO بقدرته على كسر شبكة الروابط الهيدروجينية التي تحفظ السليلوز من الذوبان في الماء والمذيبات الأخرى، وهي قدرة لا يضاهيها إلا عدد قليل من المذيبات، أهمها خليط من كلوريد الليثيوم في ثنائي ميثيل أسيتاميد، وبعض السوائل الأيونية المحبة للماء.

### اتذويب البروتينات الصلبة
استخدام آخر لـ NMMO هو في إذابة البروتين الصلب (الموجود في الأنسجة الحيوانية). يحدث هذا الانحلال في المناطق البلورية الأكثر تجانسًا، التي تحتوي على بقايا الجلايسين والألانين مع عدد قليل من المخلفات الأخرى. لا توجد دراسات كثيرة عن كيفية تذويب الـ NMMO هذه البروتينات. ومع ذلك ، فقد أجريت دراسات أخرى في أنظمة أميدية مماثلة (أي هيكسابيبتيد )، حيث يمكن كسر الروابط الهيدروجينية في الأميدات بواسطة الـ NMMO.

## مؤكسد

أكسدة ألكين مع رابع أكسيد الأوزميوم (0.06 مكافئ) و NMO (1.2 مكافئ) في الأسيتون / الماء 5: 1 RT 12 ساعة.

NMO ، باعتباره أكسيد الأمين ، هو عامل مؤكسد يستخدم عادة بكميات متكافئة مؤكسدا ثانويا (مساعد مؤكسد) لتجديد مؤكسد أولي (حفاز)، بعد أن يختزل الأخير في التفاعل. على سبيل المثال ، تتطلب تفاعلات syn-dihydroxylation ، نظريًا كميات متكافئة من رابع أكسيد الأوزميوم، وهو مادة سامة ومتطايرة ومكلفة، ولكن من الممكن تقليل الكمية المطلوبة إلى كميات محفّزة، عبر تجديد هذه المادة باستمرار باستخدام NMO